# Шерчан, Бхупи
Бхупендраман (Бхупи) Шерчан (Bhupi Sherchan, непальск. भूपि शेरचन; 25 декабря 1935, Tukuche, Западный регион — 14 мая 1989, Катманду) — непальский поэт, писавший на непальском языке. Автор сборников «Новые народные песни», «Водопад», «Слепой человек на вращающемся стуле».

## Биография
По происхождению Шерчан выделялся на фоне большинства современных ему непальских поэтов, выходцев из высококастовых индуистских семей Катманду или Дарджилинга — хотя его семья была зажиточной купеческой, но не привилегированной, принадлежала к народности тхакали и жила в деревне Тукуче в отдалённом непальском районе Мустанг. По мнению исследователя его творчества Майкла Хатта, это обстоятельство позволило Шерчану сохранить дистанцию от интеллектуальной и политической элиты столицы, что благотворно сказалось на его сатире.
В пятилетнем возрасте Бхупи потерял мать, в десятилетнем был отправлен на учёбу в колледж в индийском Бенаресе. В возрасте пятнадцати лет принял решение стать коммунистом, и на протяжении ближайших десятилетий стал деятелем левого движения. Его первый поэтический сборник «Новые песни джхьяуре» («Новые народные песни») вышел в 1956 году (когда автор ещё учился в Бенаресе) и в духе зародившегося в Индии 1930-х течения прагативад преисполнен критики социальной несправедливости, правления династии Рана и американского империализма.
Вернувшись несколько лет спустя в Непал, Шерчан принимал активное участие в политической жизни Катманду и даже был брошен в тюрьму за участие в антиправительственной демонстрации. В его втором стихотворном сборнике «Водопад» левые взгляды поэта проявляются более тонко — вместо ранних популистских лозунгов здесь остроумное и саркастическое отображение окружающей действительности.
Сборник стихов «Слепой человек на вращающемся стуле» («Слепец на вертящемся стуле», Ghumne Mech Mathi Andho Manche), опубликованный в 1969 году, многими считается вершиной его поэтического мастерства. Книга выдержала не менее десяти изданий, за неё автор был награждён премией Саджха Пураскар. Он также написал несколько од мученикам Непала, в том числе «Сахид Ко Самджхана», «Майн Батти Ко Сикха» и «Гантагар». На склоне лет, став в 1979 году членом Непальской королевской академии, Шерчан изменил своим взглядам и начал создавать произведения, восхваляющие короля и панчаятскую систему.
Все представители непальских «новых поэтов», к которым Л. А. Аганина относит Бхупи Шерчана, в той или иной степени обращались к вопросам социального неравенства, однако у него эта тематика была выражена наиболее ярко. Шерчан также был самым успешным поэтом страны, популяризировавшим свободный стих. Он считался харизматичным автором с яркой личностью, почитаемым по всему политическому спектру — и это в стране, где всё было окрашено политическим фракционизмом. Самым большим его вкладом в непальское общество называли попытки поэта указать через свои многочисленные стихи путь новому поколению, в среде которого он был самым популярным современным поэтом страны.
Он также славился своим чувством юмора и розыгрышами: так, известность получил случай, когда в 1960 году он тайком прокрался к своему брату Йогендраману Шерчану (1933—1971), на тот момент заместителю министра в кабинете Б. П. Коирала, и заменил на его доме флаг партии брата, Непальского конгресса, знаменем непримиримой соперницы последнего — своей собственной Коммунистической партии Непала. Самоироничность его гималайского национализма видна в его стихотворении «Хами» («Мы»), где автор писал, что непальцы храбры, но глупы (потому что они храбры).